# Delena gloriosa
Delena gloriosa is een spinnensoort in de taxonomische indeling van de jachtkrabspinnen (Sparassidae).
Het dier behoort tot het geslacht Delena. De wetenschappelijke naam van de soort werd voor het eerst geldig gepubliceerd in 1917 door William Joseph Rainbow.